# جيمس ستيوارت (سياسي كندي)
جيمس ستيوارت هو قاضي وسياسي كندي، ولد في 1765 في أنابولس في الولايات المتحدة، وتوفي في 5 فبراير 1830. انتخب عضو مجلس نواب نوفا سكوتيا.